# Amira Casar
Pour les articles homonymes, voir Casar.
Amira Casar est une actrice franco-britannique, née le 1er mai 1971 à Londres.

## Biographie

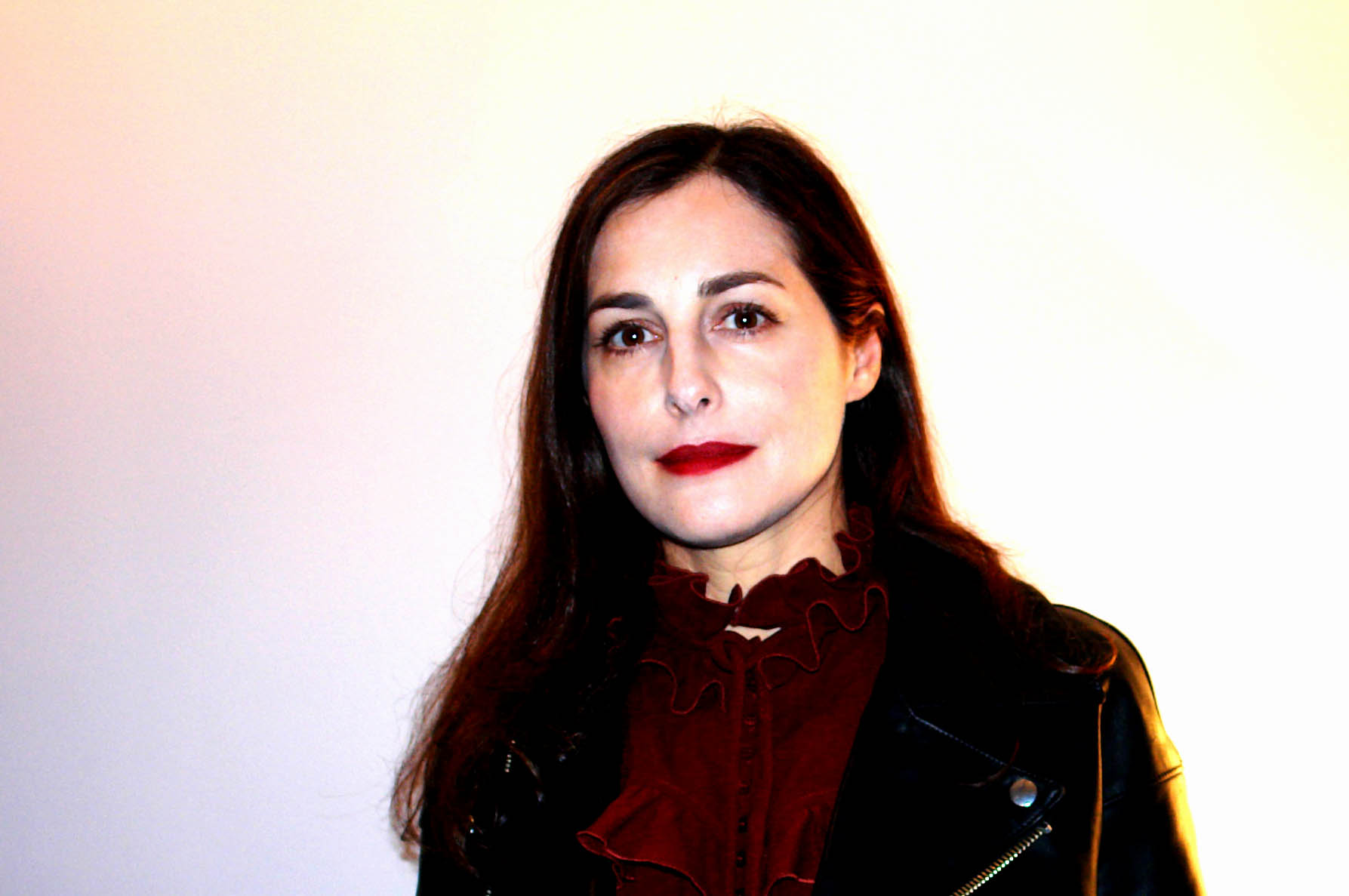
Amira Casar au FIFF de Namur en 2012.

Actrice polyglotte, Amira Casar est née en Angleterre et a passé son enfance entre la Grande-Bretagne, l’Irlande et la France. Elle est formée au théâtre par Blanche Salant et Paul Weaver et complète sa formation au Conservatoire national supérieur d'art dramatique de Paris, de 1991 à 1994.
Sa carrière au cinéma traverse des univers personnels et éclectiques ; des Frères Quay L'Accordeur de tremblements de terre à La Vérité si je mens ! de Thomas Gilou, et des cinéastes tels que Catherine Breillat (Anatomie de l’enfer), Laëtitia Masson, les frères Larrieu (Peindre ou faire l'amour), Tony Gatlif (Transylvania) ou la plasticienne Sophie Calle (Prenez soin de vous, sélectionné à la Mostra de Venise). Pour Carlos Saura, elle interprétera en espagnol plusieurs rôles de femmes populaires.
En 2005, elle est membre du jury lors du Festival des films du monde de Montréal.
En 2009, elle joue sous la direction de l’Allemand Werner Schroeter dans Nuit de chien (prix du jury festival de Venise) et tourne dans Gamines de Éléonore Faucher.
Au Théâtre de l’Odéon, elle incarne le rôle de Ans dans Les Enfants de Saturne d’Olivier Py. En 2011, Amira Casar interpréte le rôle-titre de l’artiste surréaliste Dora Maar dans La Femme qui pleure au chapeau rouge (prix d’interprétation festival de la fiction TV de La Rochelle) et Let My People Go! de Mikael Buch.
À Londres, elle incarne Jeanne d'Arc au bûcher d’Arthur Honegger avec le London Symphony Orchestra.
En 2012, elle reprend son rôle dans La Vérité si je mens, joue dans Playoff d'Eran Riklis avec Danny Huston, dans Michael Kohlhaas d'Arnaud des Pallières ainsi que dans Spiritismes du Canadien Guy Maddin.
On l'aperçoit dans le clip de Bryan Adams : Have You Ever Really Loved a Woman? la bande originale du film Don Juan DeMarco.
En juillet 2015, elle joue Goneril, la perfide fille aînée du Roi Lear, dans la nouvelle traduction et mise en scène d'Olivier Py en ouverture du Festival d'Avignon, dans la Cour d'honneur du Palais des papes.
Lors du Festival de Cannes 2019 elle fait partie du jury de la Semaine de la critique.
Elle est membre du collectif 50/50 qui a pour but de promouvoir l’égalité des femmes et des hommes et la diversité dans le cinéma et l’audiovisuel,.

## Filmographie

### Cinéma

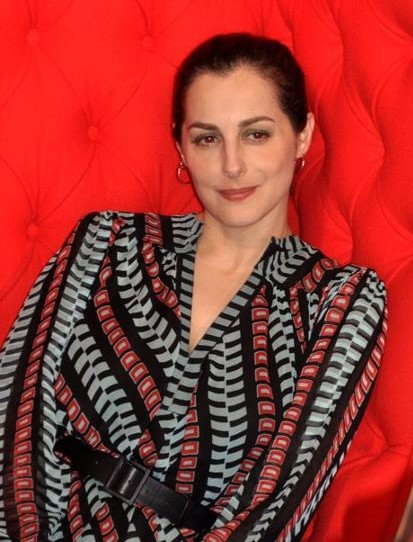
Amira Casar en 2012 au festival du film de Cabourg.

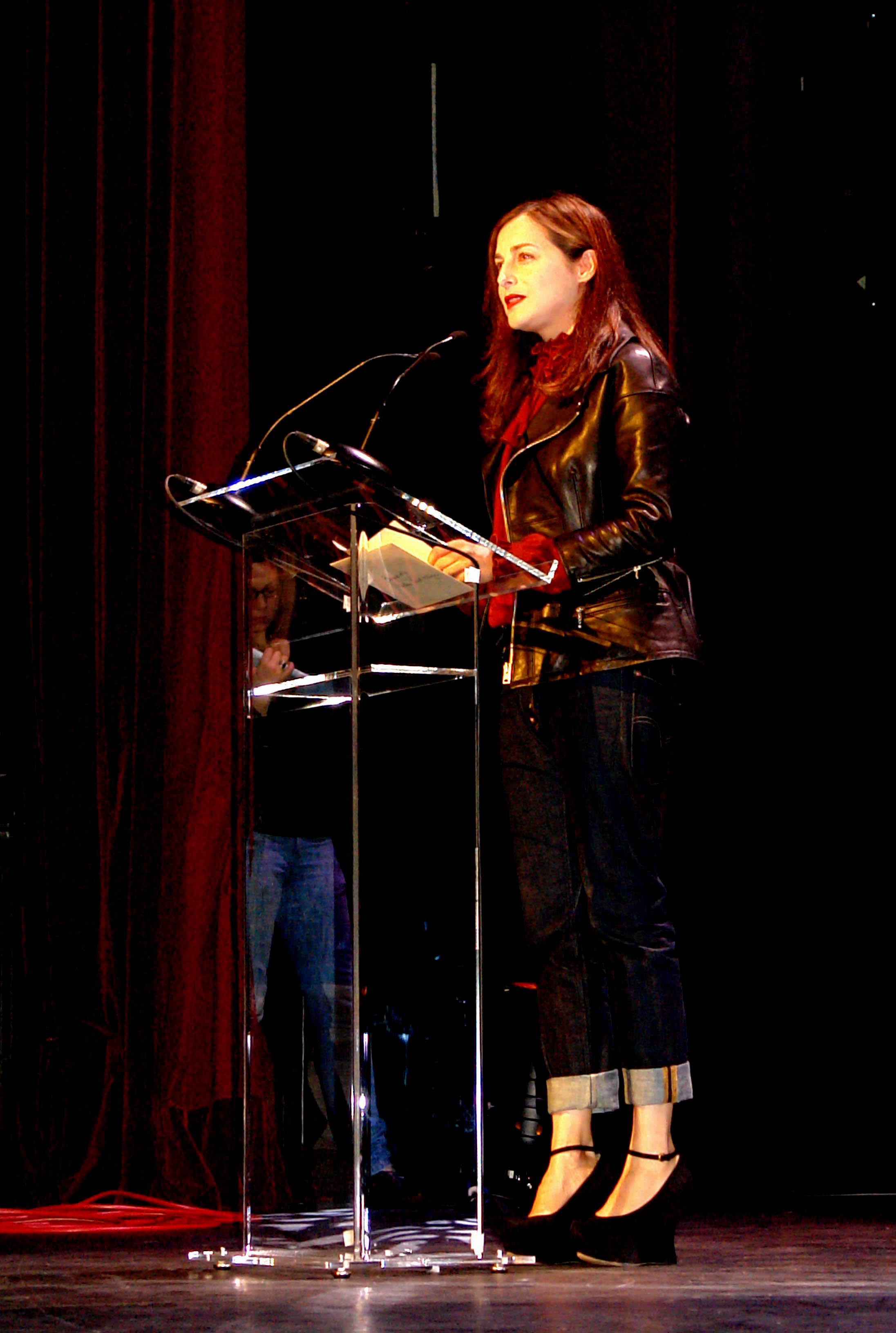
Amira Casar lors d'une remise de prix au Festival du film de Namur en 2012.

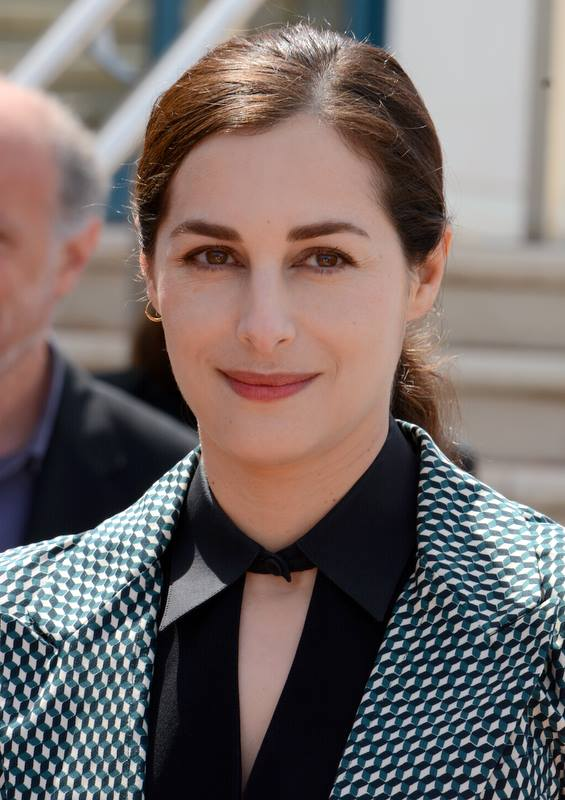
Amira Casar au festival de Cannes 2013.

- 1989 : Erreur de jeunesse de Radovan Tadic : la fille dans le métro
- 1993 : Le Silence de l'été (court-métrage) de Véronique Aubouy
- 1995 : Ainsi soient-elles de Patrick Alessandrin et Lisa Alessandrin : Alice
- 1995 : Départ immédiat (court-métrage) de Thomas Briat : la femme
- 1996 : Tiré à part de Bernard Rapp : Farida
- 1996 : Mirada liquida de Rafael Monleon : Ana
- 1997 : La Vérité si je mens ! de Thomas Gilou : Sandra Benzakem
- 1997 : Marie Baie des Anges de Manuel Pradal : la jeune femme de la villa
- 1998 : Pourquoi pas moi ? de Stéphane Giusti : Camille
- 1999 : Le Derrière de Valérie Lemercier : Anne-Laure
- 2000 : Tôt ou tard de Anne-Marie Étienne : Catherine
- 2000 : Le Cœur à l'ouvrage de Laurent Dussaux : Noëlle
- 2001 : Comment j'ai tué mon père de Anne Fontaine : Myriem
- 2001 : La Vérité si je mens ! 2 de Thomas Gilou : Sandra Benzakem
- 2001 : Buñuel y la mesa del rey Salomon de Carlos Saura : Fatima / Carmen
- 2001 : Quand on sera grand de Renaud Cohen : Claire
- 2002 : Filles perdues, cheveux gras de Claude Duty : Marianne
- 2003 : Les Chemins de l'oued de Gaël Morel : Nadia
- 2003 : Rien, voilà l'ordre de Jacques Baratier : Zelda Mitchell
- 2003 : Mariées mais pas trop de Catherine Corsini : Claudia
- 2003 : Sylvia de Christine Jeffs : Assia Wevill
- 2003 : Un autre homme (court-métrage) de Catherine Klein : Marie
- 2004 : Anatomie de l'enfer de Catherine Breillat : la fille
- 2004 : Toi, vieux (court-métrage) de Pierre Coré et Michaël Mitz : apparition
- 2005 : La Cloche a sonné de Bruno Herbulot : Vera
- 2005 : Peindre ou faire l'amour d'Arnaud Larrieu : Eva
- 2006 : L'Accordeur de tremblements de terre (The Piano Tuner of Earthquakes) des frères Quay : Malvina van Stille
- 2006 : Transylvania de Tony Gatlif : Marie
- 2007 : Intrusions de Emmanuel Bourdieu : Muriel
- 2007 : Kandisha de Jérôme Cohen-Olivar : Nyla Jayde
- 2007 : Une vieille maîtresse de Catherine Breillat : Divine des Airelles
- 2008 : Coupable de Lætitia Masson : Dolorès
- 2008 : Le Voyage aux Pyrénées d'Arnaud et Jean-Marie Larrieu : la journaliste mondaine
- 2008 : Made in Italy de Stéphane Giusti : Isabella
- 2008 : Nuit de chien de Werner Schroeter : Irène
- 2008 : Quelques nouvelles du continent de Max Jourdan : Alice
- 2009 : Bancs publics (Versailles Rive-Droite) de Bruno Podalydès : la cliente aux douilles
- 2009 : Gamines d'Éléonore Faucher : Anna Di Biaggio
- 2009 : Oscar et la Dame rose d'Éric-Emmanuel Schmitt : Mme Gommette
- 2010 : Districted Leporello (court-métrage vidéo) de Julião Sarmento : la femme
- 2011 : Let My People Go! de Mikael Buch : Irène
- 2011 : Playoff d'Eran Riklis : Deniz
- 2012 : La Vérité si je mens ! 3 de Thomas Gilou : Sandra
- 2013 : Michael Kohlhaas d'Arnaud des Pallières : l'abbesse
- 2013 : Pas son genre de Lucas Belvaux : Marie
- 2014 : Moi et Kaminski (Ich und Kaminski) de Wolfgang Becker : Miriam Kaminski
- 2014 : Saint Laurent de Bertrand Bonello : Anne-Marie Munoz
- 2015 : La Chambre interdite de Guy Maddin : Mrs. M
- 2015 : Der letzte Sommer der Reichen de Peter Kern : Hanna von Stezewitz
- 2016 : Planetarium de Rebecca Zlotowski : Eva Saïd
- 2016 : Die Nacht der 1000 Stunden (de) de Virgil Widrich : Renate Ullich
- 2017 : Call Me by Your Name de Luca Guadagnino : Annella Perlman
- 2018 : At Eternity's Gate de Julian Schnabel : Johanna Van Gogh
- 2019 : Curiosa de Lou Jeunet : Madame de Heredia
- 2019 : Sœurs d'armes de Caroline Fourest : la commandante
- 2020 : Cigare au miel de Kamir Aïnouz : la mère de Selma
- 2022 : Yaban de Tareq Daoud : Claire
- 2022 : Le Contracteur (The Contractor) de Tarik Saleh : Sylvie
- 2023 : Visions de Yann Gozlan : Johana Van Damaker
- 2024 : Sarah Bernhardt, La Divine de Guillaume Nicloux : Louise Abbéma

### Télévision

#### Séries télévisées
- 1994 : 3000 scénarios contre un virus (collection télévisée) de Caroline Champetier (épisode Le Temps du bonheur)
- 1996 : Sharpe de Tom Clegg (en) : Catherine (épisode Sharpe's Siege)
- 1997 : Opération Bug's Bunny de Michel Hassan : Marie-Noëlle
- 2000 : Les Mille et Une Nuits (Arabian nights) de Steve Barron : Morgiane
- 2003 : 40 : Kristina
- 2003 : Les Thibault de Jean-Daniel Verhaeghe : Rachel
- 2009 : Les Héritières de Harry Cleven : Antonia
- 2015 : Versailles de Jalil Lespert : Béatrice
- 2019 : Les Sauvages de Rebecca Zlotowski : Daria
- 2021 : Mixte : Irène
- 2022 : Capitaine Marleau de Josée Dayan, épisode La Der des Der : Hélène
- 2023 : Une lueur d'espoir (A Small Light) : Edith Frank
- 2024 : La Maison : Perle Foster

#### Téléfilms
- 1996 : La Musique de l'amour : Un amour inachevé de Fabrice Cazeneuve : Minona
- 2001 : Le Crime de l'Orient-Express (Murder on the Orient Express) de Carl Schenkel : Helena von Strauss
- 2011 : La Femme qui pleure au chapeau rouge de Jean-Daniel Verhaeghe : Dora Maar
- 2017 : Tensions sur le Cap Corse de Stéphanie Murat : Gabrielle Monti

## Théâtre
- 1999 : Aunt Dan and Lemon de Wallace Shawn, mise en scène par Tom Cairns, Almeida Theatre, Londres
- 1999 : Hedda Gabler de Henrik Ibsen, mise en scène Raymond Acquaviva, Petit Théâtre de Paris
- 2009 : Les Enfants de Saturne, mise en scène Olivier Py, Odéon-Théâtre de l'Europe, Paris
- 2011 : Jeanne d'Arc au bûcher d'Arthur Honegger (poème de Paul Claudel) au Barbican Centre avec l'Orchestre symphonique de Londres dirigé par Marin Alsop (Jeanne d'Arc)
- 2011 : Les Larmes amères de Petra von Kant de Rainer Werner Fassbinder, mise en scène Philippe Calvario, à Saint-Brieuc
- 2012 : Les Improbables, de et mise en scène Arthur Nauzyciel
- 2015 : Le Roi Lear de William Shakespeare, mise en scène Olivier Py, Festival d'Avignon
- 2017 : Les Trois Sœurs d’après Anton Tchekhov, mise en scène Simon Stone, Odéon-Théâtre de l'Europe, Paris
- 2018 : Les Trois Sœurs d’après Anton Tchekhov, mise en scène Simon Stone, TNP, Villeurbanne

## Livre audio
- 2014 : Trop de bonheur d'Alice Munro, Audiolib

## Podcast
- 2022 : Batman : Autopsie : Martha Wayne

## Distinctions

### Nomination
- Césars 1998 : nommée aux César du meilleur espoir féminin pour son rôle de Sandra Benzakem dans le film La Vérité si je mens !

### Récompense
- 2010 : meilleure interprétation féminine au festival de la fiction TV de La Rochelle pour son rôle dans le téléfilm La Femme qui pleure au chapeau rouge[4]

### Décoration
- Chevalière de l'ordre des Arts et des Lettres